# Хи Водолея
Хи Водолея (лат. χ Aquarii), 92 Водолея (лат. 92 Aquarii), HD 219576 — одиночная переменная звезда в созвездии Водолея на расстоянии приблизительно 450 световых лет (около 138 парсеков) от Солнца. Видимая звёздная величина звезды — от +5,1m до +4,75m.

## Характеристики
Хи Водолея — красный гигант, пульсирующая полуправильная переменная звезда типа SRB (SRB:) спектрального класса M3III или M2III. Масса — около 2 солнечных, радиус — около 137 солнечных, светимость — около 2600 солнечных. Эффективная температура — около 3456 К.